# 제12회 카를로비바리 국제 영화제
제12회 카를로비바리 국제 영화제는 1960년 7월 9일에 열린 시상식이다.

## 수상 및 후보

### 대상(장편)
- Little Serjoza - Igor Talankin 외1명 수상

### 심사위원특별상(장편)
- Wait for the Dawn - Roberto Rosselini 수상

### 여우주연상(장편)
- Kölyök - Mari Töröcsik 수상

### 남우주연상(장편)
- 엔터테이너 - 로렌스 올리비에 수상

### 다큐멘터리상
- Pane e zolfo - 질로 폰테코르보 수상